# Koh Russei
Koh Russei är en ö i Kambodja. Den ligger i provinsen Sihanoukville, i den sydvästra delen av landet, 190 km sydväst om huvudstaden Phnom Penh. Arean är 1,4 kvadratkilometer.
Terrängen på Koh Russei är platt. Öns högsta punkt är 81 meter över havet. Den sträcker sig 1,6 kilometer i nord-sydlig riktning, och 2,1 kilometer i öst-västlig riktning.